# Camp de concentració d'Amersfoort
El camp de concentració d'Amersfoort va ser un camp de concentració nazi situat al sud d'Amersfoort, al límit entre aquesta ciutat i Leusden, a la regió central dels Països Baixos. El seu nom oficial va ser Polizeiliches Durchgangslager Amersfoort («Camp de trànsit policial d'Amersfoort»). Entre 1941 i 1945 s'hi va recloure més de 37.000 presoners.

## Història
El 1939, el Kamp Amersfoort encara era un complex de casernes que servia per als exercicis militars de l'artilleria de la zona d'entrenament militar de Leusderheide. A partir de 1941 també va ser utilitzat com camp de treball.
Per arribar al camp, els presoners havien de caminar des de l'estació ferroviària creuant la ciutat i els barris residencials: «Visible des de les finestres de la major part de les cases i darrere de les cortines tancades hi havia nombroses siluetes, especialment d'infants. Les siluetes no es movien. De vegades, feblement i furtiva, saludaven. Els infants que saludaven eren ràpidament enretirats. Era un comiat des del món inhabitat convertit en un regne d'ombres».

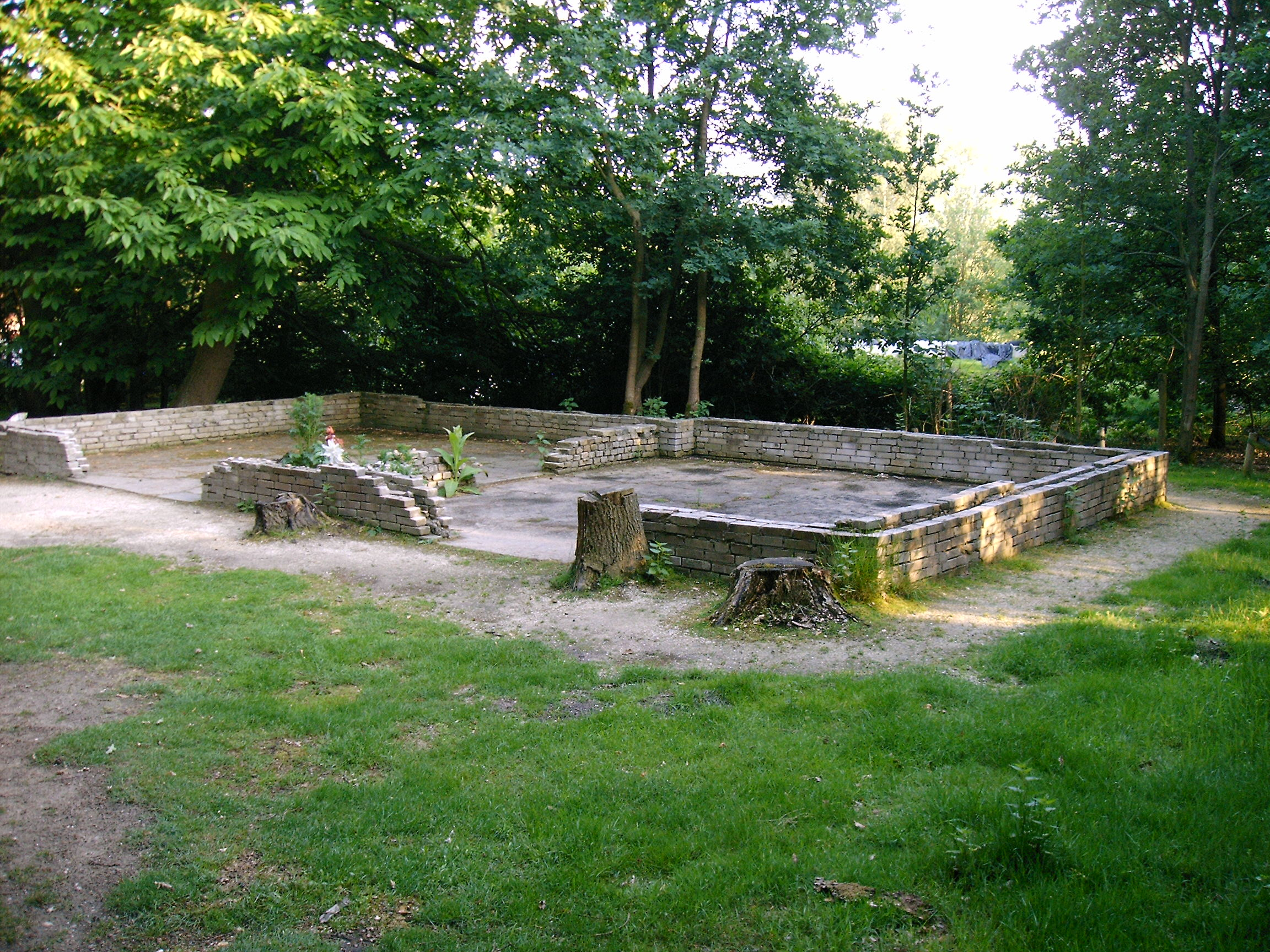
Ruïnes del cementiri

La història del camp es pot separar en dos períodes. El primer període va començar el 18 d'agost de 1941 i va acabar al març de 1943, quan els presoners van ser transferits al Kamp Vught.
Amersfoort era un camp de trànsit des d'on els presoners eren enviats a llocs com Buchenwald, Mauthausen-Gusen i Neuengamme. El 15 de juliol de 1942, els nazis van començar a deportar jueus holandesos des d'Amersfoort, Vught i Westerbork als camps de concentració i extermini d'Auschwitz, Sobibor i Theresienstadt.
La torre de vigilància, que pot ser vista en el lloc commemoratiu, va ser construïda entre l'abril i el maig de 1943, quan l'expansió del Kamp Amersfoort va estar completa i els presoners hi van poder ser reclosos novament. Els canvis més importants van ser la «capacitat d'allotjament» més gran i la «rotació» més ràpida. Continuà la mateixa manca d'higiene, de menjar i d'atenció mèdica, així com la crueltat dels guàrdies, no obstant això, a diferència d'altres camps, els presoners van comptar amb la presència de la Creu Roja danesa. El segon període va arribar a la seva fi el 19 d'abril de 1945, quan el control del camp va ser transferit a Loes van Overeem de la Creu Roja. El 7 de maig els aliats van arribar i el camp va ser oficialment alliberat.